# Nica
La Nica è un fiume della Russia siberiana occidentale (Oblast' di Sverdlovsk), affluente di destra della Tura nel bacino dell'Ob'.
Nasce nel pedemonte orientale degli Urali centrali, dalla confluenza dei due rami sorgentiferi Nejva e Rež (contando il più lungo dei due, la Nejva, la lunghezza complessiva del fiume sale a 556 km); corre per tutto il suo corso con direzione orientale, nelle terre basse e paludose all'estremità occidentale del bassopiano siberiano occidentale. L'affluente di maggior rilievo è l'Irbit, presso la cui confluenza nella Nica sorge la città omonima, il centro urbano più rilevante del bacino.
Il fiume è navigabile per tutta la sua lunghezza; come tutti i fiumi siberiani, è però bloccato dal ghiaccio per periodi molto lunghi (in media, inizio novembre - fine aprile).